# Jindřich Sevillský
Jindřich Sevillský (Španělsky: Infante Enrique María Fernando Carlos Francisco Luis de Borbón y Borbón-Dos Sicilias, Duque de Sevilla; 17. dubna 1823, Sevilla – 12. března 1870, Madrid) byl španělský infant a člen španělské větve rodu Bourbonů. Byl vnukem krále Karla IV. Španělského a v roce 1823 se stal prvním vévodou ze Sevilly. Byl znám svými pokrokovými, dokonce revolucionářskými, idejemi za vlády své sestřenice a švagrové Isabely II.

## Mládí
Infant Jindřich se narodil ve španělské Seville jako čtvrté dítě infanta Františka de Paula Španělského (syn krále Karla IV. a Marie Luisy Parmské) a jeho manželky Luisy Šarloty Neapolsko-Sicilské, dcery krále Františka I. Neapolsko-Sicilského a Marie Isabely Španělské.
Když se v Andalusii v roce 1823 narodil, jeho strýc, král Ferdinand VII. mu udělil titul vévody ze Sevilly. Ferdinand VII. udělil prvorozenému synovi Františka de Paula, Františkovi de Asís v roce 1820 titul cádizského vévody; po smrti dítěte o rok později tento titul přidělil dalšímu synovi Františka de Paula, Františkovi. Jindřich byl pokřtěn jmény Jindřich Maria Ferdinand Karel František Ludvík a jeho kmotry byli teta z matčiny strany princezna Marie Karolína, vévodkyně z Berry a její syn vévoda z Bordeaux, po němž dostal jméno.
V roce 1833 zemřel jeho strýc král Ferdinand VII. a dvůr se rozdělil na příznivce královny Isabely II., dcera krále Ferdinanda, a jejich společného strýce, dona Karla. Jindřichova teta, královna matka Marie Kristýna Neapolsko-Sicilská, vdova po Ferdinandovi VII. vládla Španělsku v letech 1833 až 1840 Isabeliným jménem jako regentka.
Druhý sňatek Marie Kristýny s Agustínm Fernandem Muñoz y Sánchez v roce 1833 způsobil rozpor mezi ní a její sestrou Luisou Šarlotou Neapolsko-Sicilskou, Jindřichovou matkou, což způsobilo vyhnání Luisy Šarloty a její rodiny do Francie, kde byla královnou její teta Marie Amálie.
Jindřich a jeho bratři byli vychováváni ve francouzském hlavním městě. V Lycée se Jindřich setkal se svým bratrancem Antonínem; mezi bratranci se vyvinula intenzivní rivalita, která skončila tragédií. Jindřich trávil čas v Belgii, kde byla královnou jeho sestřenice Luisa. Tam se v dozvěděl o vyhnání Marie Kristýny a jejího manžela ze Španělska v roce 1840.
Konečně se mohl vrátit do rodného Španělska, kde brzy nastoupil vojenskou kariéru ve Ferrolu, kde byl chválen za své vynikající chování. V roce 1843 byl povýšen na lajtnanta a komandéra lodi Manzanares. V roce 1845 byl kapitánem fregaty.
Přestože se uvažovalo o možném manželství Jindřicha a Isabely II., provdala se královna nakonec za jeho staršího bratra Františka Cádizského, jehož zženštilost z něj činila nepravděpodobného otce budoucích dědiců, a tedy méně vhodného kandidáta na manželství. V době královnina sňatku se její mladší sestra Luisa vdávala na popud Francie za vévodu Antonína z Montpensier.
Otevřeně uražený těmito neúspěchy a obviněn z účasti na vzpouře proti monarchii v Galicii, byl Jindřich v březnu 1846, krátce před svatbou svého bratra s královnou, vypovězen ze Španělska. Jindřich se uchýlil do Belgie, kde pobývala jeho starší sestra Isabela Fernanda. Jindřich byl také považován za kandidáta na mexický trůn, i když existuje jen málo důkazů, že by Jindřich sledoval tuto perspektivu s nadšením.

## Manželství a rodina
Krátce poté byl Jindřichovi povolen návrat do Španělska, kde se seznámil s Elenou Marií de Castellvi y Shelly (1821–1863), dcerou Antonia de Padua de Castellvi y Fernández de Córdoba, hraběte z Castellá a jeho manželky Margarity Shelly. Královna nerovný sňatek nepodporovala, a tak pár 6. května 1847 prchl do Říma. Po jejich návratu do Španělska byl pár vykázán do Bayonne a později se usadil v Toulouse.
Manželé spolu měli čtyři syny a jednu dceru:
- Jindřich de Borbón y Castellví, 2. vévoda ze Sevilly (3. října 1848 – 12. července 1894), ⚭ 1870 Josefina Parade (12. dubna 1840 – 20. října 1939)
- Ludvík de Borbón y Castellví (7. listopadu 1851 – 25. února 1854)
- František de Paula de Borbón y Castellví (29. března 1853 – 28. března 1942),
⚭ 1877 María Luisa de la Torre y Bassave (14. května 1856 – 2. června 1887)
⚭ 1890 Felisa de León y Navarro de Balboa (1861–1943)
- Albert de Borbón y Castellví (22. února 1854 – 21. ledna 1939)
- Marie del Olvido de Borbón y Castellví (28. listopadu 1863 – 14. dubna 1907)

## Návrat do Španělska
Během pobytu ve Francii se Jindřich několikrát prohlásil za revolucionáře a byl požádán, aby se připojil k První internacionále. Veřejně se stal svobodným zednářem a dosáhl 33. pozice v zednářském skotském obřadu.
13. května 1848 byl zbaven královského postavení a titulů. V roce 1849 požádal královnu Isabelu o odpuštění a o povolení návratu do Španělska. Rodina se v roce 1851 usadila ve Valladolidu, ale brzy byla donucena vrátit se do Francie. Později se v roce 1854 zdržovali ve Valencii, kde se narodil čtvrtý syn Albert a krátce na to zemřel druhorozený Ludvík. Jindřich dostal zpět titul vévody, ale již ne titul infanta.

## Francouzský exil
V roce 1860 však vévoda opět vyjádřil své levicové myšlenky a znovu odešel do francouzského exilu. Tam získal hodnost kapitán-generála armády a o tři roky později byl povýšen na generálporučíka. V roce 1863 zemřela jeho manželka při porodu jejich pátého dítěte a byla pohřbena v konventu Las Descalzas Reales ve Španělsku.

## Úmrtí

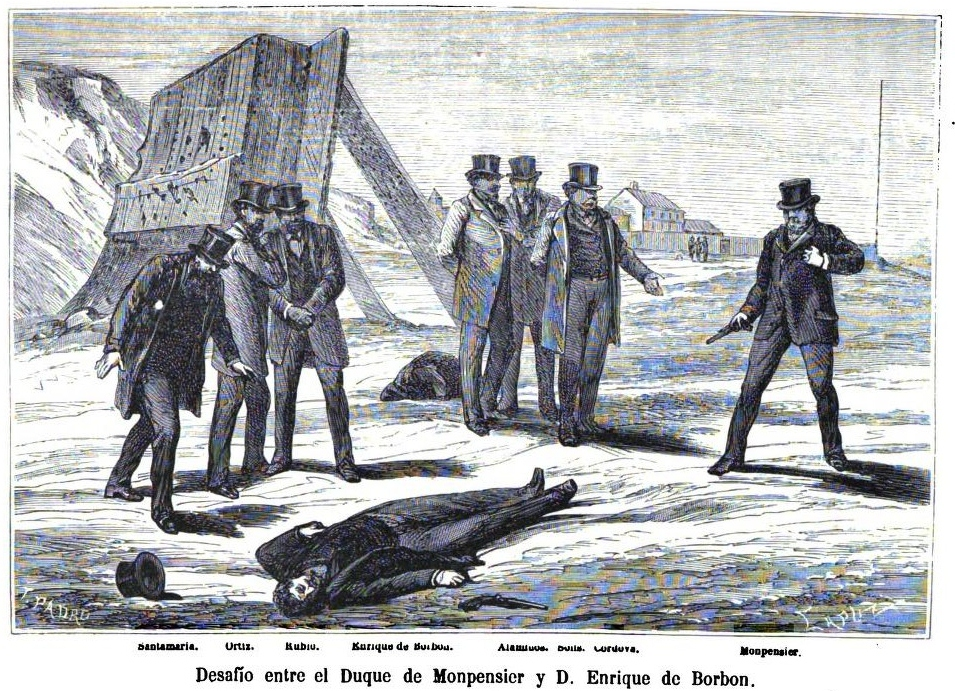
Kresba smrtelného Jindřichova souboje

Mezi lety 1869 a 1870 vydal Jindřich několik pamfletů a článků nepřátelských vůči jeho bratranci Antonínovi, vévodovi z Montpensier. Jindřich vyzval Montpensiera na souboj, který se odehrál u La Fortuny v Leganés v Madridu, 12. března 1870. Jindřich byl zasažen a zabit.
Jindřichův nejstarší syn odmítl přijmout 30.000 peset, které mu vévoda z Montpensier nabídl jako kompenzaci. Jindřich, který již nebyl španělským infantem, nemohl bát pohřben v El Escorial, a tak byl pohřben na hřbitově San Isidro v Madridu.
Jindřichovy děti adoptoval jeho bratr František.

## Tituly a oslovení
- 17. dubna 1823 – 13. května 1848: Jeho královská Výsost infant Jindřich Španělský, vévoda ze Sevilly
- 13. května 1848 – 12. března 1870: Don Jindřich de Borbón y Borbón-Dos Sicilias, vévoda ze Sevilly

### Vyznamenání
- Řád zlatého rouna
- Řád Karla III.
- Suverénní řád Maltézských rytířů

### Znak

Heraldry of Enrique, Duke of Seville
Jindřichův znak jako španělského infanta a vévody ze Sevilly (do 1848)
Jindřichův znak jako vévody ze Sevilly (1848-1870)

## Vývod z předků
|                    |                                     |  |                      |                               |  |  |  |  |  |  |  | Filip V. Španělský |
|                    |                                     |  |                      |                               |  |  |  |  |  |  |  |                    |
|                    | Karel III. Španělský                |  |                      |                               |  |  |  |  |  |  |  |                    |
|                    |                                     |  |                      |                               |  |  |  |  |  |  |  |                    |
|                    |                                     |  |                      | Alžběta Parmská               |  |  |  |  |  |  |  |                    |
|                    |                                     |  |                      |                               |  |  |  |  |  |  |  |                    |
|                    | Karel IV. Španělský                 |  |                      |                               |  |  |  |  |  |  |  |                    |
|                    |                                     |  |                      |                               |  |  |  |  |  |  |  |                    |
|                    |                                     |  |                      | August III. Polský            |  |  |  |  |  |  |  |                    |
|                    |                                     |  |                      |                               |  |  |  |  |  |  |  |                    |
|                    | Marie Amálie Saská                  |  |                      |                               |  |  |  |  |  |  |  |                    |
|                    |                                     |  |                      |                               |  |  |  |  |  |  |  |                    |
|                    |                                     |  |                      | Marie Josefa Habsburská       |  |  |  |  |  |  |  |                    |
|                    |                                     |  |                      |                               |  |  |  |  |  |  |  |                    |
|                    | František de Paula Španělský        |  |                      |                               |  |  |  |  |  |  |  |                    |
|                    |                                     |  |                      |                               |  |  |  |  |  |  |  |                    |
|                    |                                     |  |                      | Filip V. Španělský            |  |  |  |  |  |  |  |                    |
|                    |                                     |  |                      |                               |  |  |  |  |  |  |  |                    |
|                    | Filip Parmský                       |  |                      |                               |  |  |  |  |  |  |  |                    |
|                    |                                     |  |                      |                               |  |  |  |  |  |  |  |                    |
|                    |                                     |  |                      | Alžběta Parmská               |  |  |  |  |  |  |  |                    |
|                    |                                     |  |                      |                               |  |  |  |  |  |  |  |                    |
|                    | Marie Luisa Parmská                 |  |                      |                               |  |  |  |  |  |  |  |                    |
|                    |                                     |  |                      |                               |  |  |  |  |  |  |  |                    |
|                    |                                     |  |                      | Ludvík XV.                    |  |  |  |  |  |  |  |                    |
|                    |                                     |  |                      |                               |  |  |  |  |  |  |  |                    |
|                    | Luisa Alžběta Francouzská           |  |                      |                               |  |  |  |  |  |  |  |                    |
|                    |                                     |  |                      |                               |  |  |  |  |  |  |  |                    |
|                    |                                     |  |                      | Marie Leszczyńská             |  |  |  |  |  |  |  |                    |
|                    |                                     |  |                      |                               |  |  |  |  |  |  |  |                    |
| Jindřich Sevillský |                                     |  |                      |                               |  |  |  |  |  |  |  |                    |
|                    |                                     |  |                      |                               |  |  |  |  |  |  |  |                    |
|                    |                                     |  | Karel III. Španělský |                               |  |  |  |  |  |  |  |                    |
|                    |                                     |  |                      |                               |  |  |  |  |  |  |  |                    |
|                    | Ferdinand I. Neapolsko-Sicilský     |  |                      |                               |  |  |  |  |  |  |  |                    |
|                    |                                     |  |                      |                               |  |  |  |  |  |  |  |                    |
|                    |                                     |  |                      | Marie Amálie Saská            |  |  |  |  |  |  |  |                    |
|                    |                                     |  |                      |                               |  |  |  |  |  |  |  |                    |
|                    | František I. Neapolsko-Sicilský     |  |                      |                               |  |  |  |  |  |  |  |                    |
|                    |                                     |  |                      |                               |  |  |  |  |  |  |  |                    |
|                    |                                     |  |                      | František I. Štěpán Lotrinský |  |  |  |  |  |  |  |                    |
|                    |                                     |  |                      |                               |  |  |  |  |  |  |  |                    |
|                    | Marie Karolína Habsbursko-Lotrinská |  |                      |                               |  |  |  |  |  |  |  |                    |
|                    |                                     |  |                      |                               |  |  |  |  |  |  |  |                    |
|                    |                                     |  |                      | Marie Terezie                 |  |  |  |  |  |  |  |                    |
|                    |                                     |  |                      |                               |  |  |  |  |  |  |  |                    |
|                    | Luisa Šarlota Neapolsko-Sicilská    |  |                      |                               |  |  |  |  |  |  |  |                    |
|                    |                                     |  |                      |                               |  |  |  |  |  |  |  |                    |
|                    |                                     |  |                      | Karel III. Španělský          |  |  |  |  |  |  |  |                    |
|                    |                                     |  |                      |                               |  |  |  |  |  |  |  |                    |
|                    | Karel IV. Španělský                 |  |                      |                               |  |  |  |  |  |  |  |                    |
|                    |                                     |  |                      |                               |  |  |  |  |  |  |  |                    |
|                    |                                     |  |                      | Marie Amálie Saská            |  |  |  |  |  |  |  |                    |
|                    |                                     |  |                      |                               |  |  |  |  |  |  |  |                    |
|                    | Marie Isabela Španělská             |  |                      |                               |  |  |  |  |  |  |  |                    |
|                    |                                     |  |                      |                               |  |  |  |  |  |  |  |                    |
|                    |                                     |  |                      | Filip Parmský                 |  |  |  |  |  |  |  |                    |
|                    |                                     |  |                      |                               |  |  |  |  |  |  |  |                    |
|                    | Marie Luisa Parmská                 |  |                      |                               |  |  |  |  |  |  |  |                    |
|                    |                                     |  |                      |                               |  |  |  |  |  |  |  |                    |
|                    |                                     |  |                      | Luisa Alžběta Francouzská     |  |  |  |  |  |  |  |                    |
|                    |                                     |  |                      |                               |  |  |  |  |  |  |  |                    |